# Phương Hoa
Phương Hoa (芳花) là một truyện thơ Nôm Việt Nam, thể lục bát, chưa biết năm ra đời và ai là tác giả.

## Văn bản
Phương Hoa là một truyện thơ dựa theo truyền thuyết dân gian. Trong quá trình lưu hành, do có sự tham gia của các nhà văn, nên đã xuất hiện nhiều văn bản Phương Hoa khác nhau. Ngoài cuốn xưa nhất của tác giả khuyết danh (bản in hiện còn dài 1.160 câu lục bát, in năm 1901. Bản do Thanh Lãng giới thiệu dài 1.058 câu), còn có:
- Phương Hoa bị lục do Tường Bỉnh Nghĩa An Đường soạn, dài 1.278 câu lục bát.
- Phương Hoa tối tân truyện do Dật Sơn Nguyễn Ngạc Trì soạn, dài 1.364 câu, in năm 1915.
- Phương Hoa tân truyện do Nguyễn Cảnh[1] soạn trong thế kỷ 19, dài 1.674 câu lục bát.

Tuy có nhiều văn bản, nhưng khá thống nhất ở cốt truyện.

## Cốt truyện
Phương Hoa là con gái quan Ngự sử Trần Điện, và Cảnh Yên là con trai quan Thượng thư Trương Đài, đôi bên đã cùng nhau đính ước.
Viên quan họ Tào (Tào trung úy), một gian thần được vua tin dùng, thấy Phương Hoa là người tài sắc bèn đến hỏi làm vợ. Bị Trần Điện từ chối, y bèn giả mạo chiếu chỉ nhà vua khép Trương Đài vào tội "vong thần mại quốc", giết ông rồi còn chiếm đoạt hết tài sản. Hai anh em Cảnh Tỉnh, Cảnh Yên đưa mẹ chạy về Thạch Thành, giả làm tăng ni để lánh nạn. Được một tháng, vợ Cảnh Tỉnh sinh Tiểu Thanh rồi lâm bệnh mất.
Bảy năm sau, tới kỳ "đại khoa", vợ Trương Đài dẫn con cháu trở về quê. Dọc đường, họ dừng nghỉ ở Lôi Dương. Lúc này Phương Hoa vẫn một lòng thương nhớ và chờ đợi Cảnh Yên. Tình cờ, nàng gặp Tiểu Thanh rồi đưa về nhà nhận làm con nuôi. Nhờ đó, nàng biết được tình cảnh gia đình họ Trương. 
Thông qua Tiểu Thanh, Phương Hoa hẹn Cảnh Yên vào đúng canh ba đến đợi ở góc vườn hoa sẽ có người tới trao áo quần và tiền bạc. Không may việc bị lộ, tên gian là Hồ Nghi lẻn tới chỗ hẹn giết chết người tớ gái (Thị Liễu) của Phương Hoa để cướp của. Cảnh Yên tới nơi vô tình giẫm phải người chết, máu lấm khắp người. Ngự sử Trần Điện hay tin người tớ gái bị giết, bèn hạ lệnh truy tìm hung thủ. Lần theo dấu máu, Cảnh Yên bị bắt giam chờ ngày xét xử. Quá đau xót, mẹ Cảnh Yên sinh bệnh rồi mất. Phương Hoa thay Cảnh Yên lo việc chôn cất chu đáo, rồi xin cha mẹ được lên kinh đô bán hàng, nhưng sự thật là để tìm cách cứu Cảnh Yên.
Ở kinh đô, ngày đêm luyện văn chương, tới kỳ "đại khoa", Phương Hoa lấy tên Cảnh Yên dự thi. Nàng đỗ Tiến sĩ, được vua gọi vào chầu. Giữa triều đình, Phương Hoa tấu trình nỗi oan ức của gia đình họ Trương. Sau khi nhà vua rõ mọi chuyện, Tào trung úy và Hồ Nghi bị xử chém, gia đình họ Trương được minh oan.
Ra khỏi nhà lao, Cảnh yên làm bài văn sách do vua ra đề. Xét văn, chàng được đặc cách đỗ Tiến sĩ cùng khoa với Phương Hoa. Gặp lại nhau, Cảnh Yên và Phương Hoa chính thức trở thành vợ chồng. Kết thúc tác phẩm là cảnh vợ chồng cùng về bái tổ vinh quy .
Theo văn bản Phương Hoa (dài 1.058 câu) do giáo sĩ. Thanh Lãng giới thiệu, thì truyện gồm 5 hồi, và được giáo sư phân chia như sau:
- Hồi 1: Họ Trần và Họ Trương hứa gả con cho nhau (từ câu 1 đến câu 180).
- Hồi 2: Họ Trương gặp nạn (từ câu 181 đến câu 344).
- Hồi 3: Phương Hoa cứu giúp họ Trương (từ câu 345 đến câu 684).
- Hồi 4: Cảnh yên mắc oan bị tù (từ câu 685 đến câu 920).
- Hồi 5: Hai bên đoàn tụ (từ câu 921 đến câu 1058).

## Nhận xét
- Nhà nghiên cứu Nguyễn Phương Chi:

Mượn câu chuyện trong dân gian Việt Nam (không mô phỏng tiểu thuyết hay sự tích của Trung Quốc), truyện Phương Hoa thể hiện cuộc đấu tranh giữa chính nghĩa và phi nghĩa...Nét đặc sắc của nó so với các truyện Nôm khác là quá trình chiến thắng hoàn toàn dựa vào tài trí thông minh và phẩm hạnh của một người con gái. Thông qua chủ đề Thiện thắng Ác, tác giả tố cáo những thế lực tàn bạo trong xã hội phong kiến đã chà đạp lên hạnh phúc, quyền sống của con người, và khẳng định vị trí xứng đáng của người phụ nữ...
Kết cấu truyện nhìn chung khá chặt chẽ. Tuy nhiên, ở cuốn Phương Hoa (khuyết danh) đầu tiên, mặc dầu có lối kể chuyện giản dị hồn nhiên được nhiều người dân ưa thích và truyền tụng, song nó vẫn còn khá nhiều nhược điểm: một số chi tiết chưa nhất quán, bút pháp miêu tả có chỗ sơ lược, chưa chú ý khai thác đời sống nội tâm nhân vật. Những hạn chế ấy, phần nào đã được khắc phục trong các cuốn Phương Hoa soạn lại sau này, nổi trội là cuốn Phương Hoa tân truyện của Nguyễn Cảnh .
- Giaó sĩ. Thanh Lãng:

Người ta sống ở đời phải trung hiếu tiết nghĩa. Nàng Phương Hoa là hiện thân của cái luân lý cổ điển ấy, dù cảnh đời có thay đổi điên đảo...
Về mặt văn chương, cái đặc sắc nhất của Phương Hoa là tính cách bình dân. Đọc lên, ta cứ tưởng là đọc ca dao, nghĩa là nghe đến đâu hiểu đến đó, chứ không phải vò đầu vì những điển tích cầu kỳ. Tuy nhiên, nó vẫn tao nhã, nhẹ nhàng.
Tính cách bình dân của nó là ở chỗ tả cảnh Việt Nam, dùng những tiếng nói quen thuộc của người bình dân Việt Nam. Có lẽ tác giả tập truyện này cũng là một người trong số người bình dân ấy...

## Sách tham khảo
- Thanh Lãng, Bảng lược đồ văn học Việt Nam (Quyển Thượng). Nhà xuất bản Trình bày, Sài Gòn, không ghi năm xuất bản.
- Nguyễn Phương Chi, mục từ "Phương Hoa" trong Từ điển văn học (bộ mới). Nhà xuất bản Thế giới, 2004.